# Freek Thoone
Freek Thoone (Leunen, 29 juni 1985) is een Nederlands  voormalig voetballer die in de aanval speelde. Hij speelde van 2012 tot 2017 bij Achilles '29 uit Groesbeek, waarmee hij in 2013 als topscorer de Topklasse Zondag wist te winnen en daarna in de Eerste Divisie speelde.

## Carrière
Thoone begon zijn carrière bij het plaatselijke Leunen dat uitkwam in de onderste regionen van het amateurvoetbal. In 2002 kwam hij bij de eerste selectie. In 2006 stapte hij over naar SV Venray, dat toen in de Eerste Klasse speelde.

### SV Venray
Na zijn eerste seizoen bij Venray klopten VVV-Venlo en Helmond Sport op de deur van de spits voor een contract op amateurbasis, maar Thoone besloot zich te focussen op zijn HBO-studie Sport, Gezondheid en Managament. Al snel groeide Thoone uit tot vaste kracht en sinds de terugkeer van Venray in de Hoofdklasse in 2008 groeide de Leunenaar uit tot clubtopscorer in de Hoofdklasse met 57 doelpunten in vier seizoenen. In 2009 ging hij aan de slag als jeugdtrainer bij Helmond Sport en in 2010 verruilde hij de Brabanders om de jeugd van VVV-Venlo te trainen. In 2012 scheidden de wegen van beide partijen en zou Thoone zich gaan focussen op zaalvoetbal bij SV Lake Valley. Toen bleek dat dit niet doorging, moest Thoone op zoek naar een nieuwe club. Toen landskampioen Achilles '29 zich meldde bij de Leunenaar was de keuze snel gemaakt.

### Achilles '29
Door blessures bij vaste spitsen Thijs Hendriks en Frank Hol startte Thoone samen met Ivo Rigter in de basisopstelling in de wedstrijd om de Super Cup amateurs. Hierin scoorde hij de openingstreffer in de 2-1-overwinning op RKSV Leonidas. Ook in de openingswedstrijd van het seizoen tegen VVSB scoorde Thoone. Zijn doelpunt betekende zowel het eerste competitiedoelpunt van de Limburger als het eerste competitiedoelpunt van Achilles tegen VVSB in de drie seizoenen Topklasse. Ook in de volgende twee wedstrijden trof Thoone doel, waaronder tweemaal in de derby tegen De Treffers (4-1). Op 27 oktober 2012 scoorde Thoone zijn eerste hattrick in minder dan 25 minuten in de topper tegen koploper WKE. Ondanks een matigere productie in de tweede seizoenshelft wist Thoone mede dankzij drie treffers in de laatste twee wedstrijden zijn totaal op te krikken tot 18, waarmee hij Jan Hooiveld (WKE) nipt voorbleef om de topscorerstitel. Met een aandeel van meer dan 25% in de totale productie van Achilles in zijn debuutjaar had Thoone ook een groot aandeel in het kampioenschap van de Groesbekers. In het tweeluik met zaterdagkampioen Katwijk wist Thoone niet te scoren en Achilles verloor over twee wedstrijden (0-0, 0-3).
Ondanks het verloren kampioenschap promoveerde Achilles naar de Eerste Divisie als eerste amateurclub. Thoone speelde zijn eerste wedstrijd in het betaald voetbal in de uitwedstrijd tegen FC Emmen op 3 augustus 2013, hierin maakte hij in de 17e minuut het eerste profdoelpunt van de Groesbekers. Twee weken later scoorde hij uit een strafschop zijn tweede doelpunt van het seizoen in de met 2-3 verloren thuiswedstrijd tegen Jong FC Twente. Opnieuw twee weken later benutte Thoone een strafschop, ditmaal tegen Helmond Sport. Ook nu gingen de bezoekers er met de winst vandoor en werd het opnieuw 2-3. Op 3 september scoorde hij de tweede en winnende treffer tegen Jong Ajax (2-1). Een maand later scoorde Thoone tegen Jong PSV in de laatste minuten twee treffers, waarvan één strafschop, waarmee hij een 3-2 zege veilig wist te stellen. Ook in de twee volgende wedstrijden tegen Willem II en Fortuna Sittard scoorde de Leunenaar, al gingen allebei de wedstrijden verloren (respectievelijk 1-5 en 2-1). In november werd bekend dat De Graafschap interesse had in Thoone, die in het bezit was van een aflopend contract bij Achilles, en op 16 november scoorde hij in blessuretijd een strafschop tegen de Superboeren, waardoor hij een punt veiligstelde voor Achilles. Op 13 januari 2014 werd bekend dat Thoone zijn aflopende contract met één jaar verlengd heeft en in principe dus bij Achilles '29 blijft. Op 9 maart kreeg hij tegen Excelsior zijn vijfde gele kaart, waardoor hij voor de wedstrijd tegen zijn VVV-Venlo geschorst was. Door een liesblessure miste hij vervolgens de wedstrijd tegen Telstar. Op deze wedstrijden na speelde hij elke wedstrijd voor Achilles '29, maar wist hij zijn doelpuntentotaal niet verder op te vijzelen waardoor hij op negen goals bleef steken.
Waar Thoone in het begin van het eerste profseizoen van Achilles de uitblinker was met doelpunten, was Thijs Hendriks dat in het tweede profseizoen. Zijn rol was ook in dit seizoen groot met zeven assists in de eerste veertien wedstrijden had de Limburger daar desalniettemin een groot aandeel in. Op 28 september 2014 tegen RKC Waalwijk (0-4) scoorde Thoone voor het eerst na tien maanden weer, net als toen deed hij dit feilloos vanaf elf meter. Een week later tegen FC Emmen (1-2) kwam hij opnieuw op het scorebord toen hij tien minuten voor tijd de eretreffer scoorde. Tegen Jong FC Twente op 8 november schoot hij een strafschop op de paal: het was voor het eerst sinds zijn overstap naar Achilles '29 dat hij een penalty miste. Op 28 november hielp hij zijn club aan een vierde overwinning door uit een voorzet van Hendriks het enige doelpunt van de uitwedstrijd tegen FC Den Bosch binnen te schieten. Drie dagen later in de verloren thuiswedstrijd tegen FC Volendam (2-4) scoorde hij het laatste doelpunt, wederom op aangeven van Hendriks, uit een hoekschop. Op 13 december scoorde hij tegen zijn favoriete club VVV-Venlo, waar hij eerder werkzaam was als jeugdtrainer. Bij de Limburgers stonden met Vito van Crooij en Shaquille Simmons twee spelers in het veld die Thoone in die tijd trainde. Op 16 januari 2015 scoorde hij tegen Jong PSV in de 73e minuut de beslissende 2-0, nadat hij halverwege de eerste helft nog een strafschop voor de tweede keer op rij onbenut liet. Op 22 februari viel hij met een bovenbeenblessure uit tegen N.E.C. en was hij zeven weken niet inzetbaar. Op 18 april verdiende hij in de blessuretijd tegen FC Emmen bij een 2-1 achterstand een strafschop, ditmaal liet hij hem niet onbenut en scoorde hij zijn zevende goal van het seizoen.
Op 7 augustus 2015 scoorde hij de gelijkmaker tegen Jong Ajax uit een door hem zelf versierde strafschop en uit zijn actie volgde ook de winnende 2-1 van Joey Dekkers. Een week later scoorde hij bij een 2-0 achterstand bij Fortuna Sittard de aansluitingstreffer, waarna Achilles de wedstrijd nog naar zich toe trok: 2-4.
Vanaf het seizoen 2017/18 speelde Thoone voor SV AWC in de Hoofdklasse. Daar beëindigde hij medio 2019 zijn loopbaan.

## Statistieken
| Seizoen                   | Club           | Land           | Competitie     | Competitie | Competitie | Beker | Beker | Totaal | Totaal |
| Seizoen                   | Club           | Land           | Competitie     | Wed.       | Dlp.       | Wed.  | Dlp.  | Wed.   | Dlp.   |
| ------------------------- | -------------- | -------------- | -------------- | ---------- | ---------- | ----- | ----- | ------ | ------ |
| 2012/13                   | Achilles '29   | Nederland      | Topklasse      | 32         | 18         | 2     | 0     | 34     | 18     |
| 2013/14                   | Achilles '29   | Nederland      | Eerste divisie | 36         | 9          | 2     | 1     | 38     | 10     |
| 2014/15                   | Achilles '29   | Nederland      | Eerste divisie | 32         | 7          | 1     | 0     | 33     | 7      |
| 2015/16                   | Achilles '29   | Nederland      | Eerste divisie | 28         | 8          | 2     | 0     | 30     | 8      |
| 2016/17                   | Achilles '29   | Nederland      | Eerste divisie | 28         | 1          | 1     | 0     | 29     | 1      |
| Carrièretotaal            | Carrièretotaal | Carrièretotaal | Carrièretotaal | 156        | 43         | 8     | 1     | 164    | 44     |
| Bijgewerkt op 27 mei 2017 |                |                |                |            |            |       |       |        |        |

## Erelijst
SV Venray
- Eerste Klasse Zondag: 2008

 Achilles '29
- Topklasse Zondag: 2013
- Super Cup amateurs: 2012
- Gelders sportploeg van het jaar: 2012, 2013

Persoonlijk
- Topscorer Topklasse Zondag: 2013